# Unsere Ozeane
Unsere Ozeane ist ein französischer Dokumentarfilm der Regisseure Jacques Perrin und Jacques Cluzaud aus dem Jahr 2009. Die Produktion wird in Deutschland durch den Verleih von Universum Film vertrieben.

## Handlung
Der Film zeigt ein fast gänzlich unerforschtes Gebiet unseres Planeten: die Weltmeere und ihre Bewohner. Der Film beginnt mit einer Aufnahme tosender See bei Sturm vor der bretonischen Küste, der Lärm ist ohrenbetäubend. Dann sinkt die Kamera hinab unter die Wasseroberfläche und alles wird still.
Man verfolgt einen Leguan bei der Futtersuche, beobachtet Delfine bei der Jagd und sieht einen Schwarm Seevögel während einer Attacke auf einen Fischschwarm.
Weitere Aufnahmen zeigen eine Ansammlung Rochen, wie sie geräuschlos durchs Wasser gleiten und riesige Schwärme von kleinen Fischen, die wie eine Kugel in Formation schwimmen. Dann Wale, beim „Unterwasserballett“, Orcas und Haie bei der Futtersuche.
Neben der Filmmusik von Bruno Coulais bekommt man auch eine Vielzahl an Geräuschen des Ozeans zu hören: sein Tosen und die Stimmen seiner Bewohner, wie z. B. der Walgesang.
Aber der Film zeigt nicht nur die schönen Seiten des Ozeans, sondern auch seine Gefahren. Gefahren, die für die Tiere z. B. durch das Auslegen kilometerlanger Netze im Meer entstehen, wie sich Schildkröten, Delfine und andere Meeressäuger darin verfangen.

## Hintergrund
- Die Arbeit am Manuskript für Unsere Ozeane dauerte fast drei Jahre, vier Jahre dauerten die Dreharbeiten. An dem Projekt waren neben den beiden Regisseuren ein Team aus Tauchern, Wissenschaftlern und Technikern beteiligt. Es wurde an insgesamt 54 Drehorten auf dem ganzen Planeten gedreht.
- Die deutsche Erstausstrahlung erfolgte am 19. Mai 2012 im Rahmen der „Green Seven“-Week zur Primetime auf ProSieben.

## Soundtrack
Der Soundtrack zu Unsere Ozeane stammt von Bruno Coulais, der u. a. auch die Filmmusik zu Mikrokosmos – Das Volk der Gräser und Die Kinder des Monsieur Mathieu komponierte. Für die Filmmusik zu Die Kinder des Monsieur Mathieu wurde er 2005 auch für einen Oscar nominiert. Der Soundtrack ist bei Sony Music erschienen.
Der Titelsong The ocean will be wird von Gabriel Yacoub gesungen, einem bekannten französischen Pop- und Folksänger.

## Pressestimmen
- Jörg Taszman bezeichnete „Unsere Ozeane“ auf Welt Online als „filmische Sinfonie“.[3]

- „Ein spektakulärer Augenschmaus, der zum Schwärmen anregt, aber auch nachdenklich macht.“ befindet Volker Behrens im Hamburger Abendblatt.[4]

- „Der Kinofilm ist voll berührender, unvergesslicher Bilder.“ schreibt Sebastian Kröschel auf Geo.de.[5]

- In der Bild am Sonntag schrieb Volker Tackmann, dass „Die spektakuläre Kino-Produktion UNSERE OZEANE die Schönheit und Vielfalt der Weltmeere“ zeigt.[6]

## Auszeichnungen
Bei der César-Verleihung 2011 erhielt der Film eine Auszeichnung als Bester Dokumentarfilm und Nominierungen in den Kategorien Beste Filmmusik und Bester Ton.
Die Filmbewertungsstelle Wiesbaden vergab an Unsere Ozeane das Prädikat Besonders Wertvoll.